# Cardiolpium curcici
Espèce
Cardiolpium curcici est une espèce de pseudoscorpions de la famille des Hesperolpiidae.

## Distribution
Cette espèce est endémique du Tibet en Chine. Elle se rencontre dans le xian de Lhozhag.

## Description
Le mâle holotype mesure 2,93 mm.

## Étymologie
Cette espèce est nommée en l'honneur de Božidar P. M. Ćurčić.

## Publication originale
- Gao & Zhang, 2016 : First report of the genus Cardiolpium (Pseudoscorpiones: Olpiidae) from China, with description of a new species. Ecologica Montenegrina, vol. 7, p. 298-304 (texte intégral).